# Mayflower (Arkansas)
Mayflower è un comune degli Stati Uniti d'America, situato in Arkansas, nella contea di Faulkner.